# Casa a la muralla Sant Antoni, 50 (Valls)
La Casa a la muralla Sant Antoni, 50 és una obra de Valls (Alt Camp) inclosa a l'Inventari del Patrimoni Arquitectònic de Catalunya.

## Descripció
En primer lloc manifestem que aquest immoble correspon a la part posterior de l'edifici que hi ha al carrer de la cort, 47 i que ocupa entitat finacera "CAixa de Tarragona".
Consta de baixos, entresòl i tres plantes més. En l'entresòl hi ha dues finestres que tenen, a la vegada, tres fienstres petites. En el primer pis, hi ha dos esplèndides tribunes que tenen tota l'alçada de la planta, tres finestres (la central amb una balustrada de deu unitats i dues en els costats). Al bell mig, hi ha dues finestres petites.
A la segona planta hi ha tres finestres, amb muntants, dintell i repisa de pedra. A continuació hi ha quatre pilastres que determinen tres sèries d'onze balustes; aquestes pilastres soporten quatre parelles de pilars de secció quadrada i d'obra vista.
La façana queda rematada per una cornisa, que té vint-i-una petites mènsules.
Tota la façana respon a una arquitectura monumentalista, ja que hi ha incorporats una sèrie d'elements clàssics.

## Història
No es tenen notícies.